# ByeAlex
Alex Márta, född 6 juni 1984, mer känd som ByeAlex, är en ungersk sångare.

## Karriär

### Eurovision Song Contest 2013
ByeAlex representerade Ungern i Eurovision Song Contest 2013 med låten "Kedvesem". Han hamnade där på 10:e plats.

## Diskografi

### Singlar
- 2013 - "Kedvesem"